# NGC 280
NGC 280 је спирална галаксија у сазвежђу Андромеда која се налази на NGC листи објеката дубоког неба.
Деклинација објекта је + 24° 21' 3" а ректасцензија 0h 52m 30,2s. Привидна величина (магнитуда) објекта NGC 280 износи 13,5 а фотографска магнитуда 14,3. Налази се на удаљености од 125,782 милиона парсека од Сунца. NGC 280 је још познат и под ознакама UGC 534, MCG 4-3-13, CGCG 480-17, IRAS 00498+2404, PGC 3076.